# Nevada Stoody Hayes
Pour les articles homonymes, voir Hayes.
 (octobre 2022).
Nevada Stoody Hayes (parfois appelée Nevada de Bragance) est née le 21 octobre 1885 à Sandyville (en), dans l'Ohio, et morte le 11 janvier 1941 à Tampa, en Floride. C'est une mondaine américaine, devenue princesse royale de Portugal par son mariage avec l'infant Alphonse de Bragance, duc de Porto et oncle de Manuel II, dernier roi de Portugal. Bien que selon la loi portugaise, son mariage avec Alphonse fût légal, elle n'a jamais été acceptée comme membre de la famille royale.

## Biographie
Son premier mari est l'inventeur Lee Albert Agnew, Sr. (1867-1924), dont elle divorce en 1906. Malgré leur divorce, Lee Albert Agnew conserve des sentiments chaleureux à l'égard de son ex-femme et après sa mort le 31 janvier 1924, son testament lui laisse les revenus de sa succession qui ne sont pas destinés à leur fils, Lee Albert David Agnew, Jr. (1903-1977).
Le lendemain de son divorce avec Agnew, Nevada Stoody Hayes épouse William Henry Chapman (1834-1907), alors âgé de 70 ans. À la mort de son deuxième époux un an plus tard, Nevada hérite de plus de 8 millions de dollars, ce qui lui vaut d'être surnommée par la presse américaine « la veuve aux 10 millions de dollars ». En 1909, elle épouse en troisièmes noces Philip Henry Van Volkenburgh, Jr. (1853-1949), dont elle divorce en 1914.
Son quatrième et dernier mari est le duc de Porto, Alphonse de Bragance (1865-1920), qu'elle épouse morganatiquement le 26 septembre 1917, à Rome, puis civilement le 23 novembre suivant, à Madrid. Nevada Stoody Hayes commence alors à se faire appeler « Son Altesse Royale Nevada, duchesse de Porto », mais se voit écartée par la famille royale portugaise. Par la suite, Alphonse tente de faire accepter sa femme par sa famille, sans succès.
Trois ans plus tard, le 21 février 1920, le duc meurt à Naples, en Italie. Nevada se rend au Portugal avec le corps de son mari et fait en sorte qu'il soit inhumé dans le Panthéon royal des Bragance au monastère de Saint-Vincent de Fora, à Lisbonne. Si un mariage morganatique exclut le conjoint survivant de l'héritage des titres ou privilèges liés à la royauté, il ne l'exclut pas de l'héritage des biens. Dans son testament, Alphonse lègue donc la totalité de ses biens à Nevada.
Nevada Stoody Hayes meurt à l'hôpital Saint-Joseph de Tampa en Floride, le 11 janvier 1941, à l'âge de 55 ans. Nevada est inhumée au cimetière de Maple Grove, à Ovid, dans le Michigan.
Après sa mort, la Fondation de la Maison de Bragance acquiert le tableau Bataille du Cap Saint-Vincent, trésor national portugais qui avait été inclus dans son héritage, représentant une victoire de la flotte de Marie II sur la flotte de Michel Ier pendant la guerre libérale. Il se trouve désormais au musée de la Marine de Lisbonne.